# Contea di Pearl River
La contea di Pearl River (in inglese Pearl River County) è una contea dello Stato del Mississippi, negli Stati Uniti d'America. La popolazione al censimento del 2000 era di 48 621 abitanti. Il capoluogo di contea è Poplarville.